# Christophe Beaucarne
Christophe Beaucarne (* 1965 in Brüssel) ist ein belgischer Kameramann.
Beaucarne begann seine Laufbahn in den 1980er-Jahren als Kameraassistent und war als Kameramann an mehr als 50 Film- und Fernsehproduktionen beteiligt. Drei Mal wurde er in der Kategorie Bester Kameramann für den französischen Filmpreis César nominiert und einmal für den belgischen Filmpreis Magritte. 2018 wurde er bei den Prix Lumières für die Beste Kameraarbeit ausgezeichnet.
Im Jahr 2018 wurde er in die Academy of Motion Picture Arts and Sciences berufen, die jährlich die Oscars vergibt.

## Filmografie (Auswahl)
- 1995: Die Schutzengel (Les anges gardiens)
- 1996: Gipfelgespräch (Dialogue au sommet)
- 1998: Die Zeitritter – Auf der Suche nach dem heiligen Zahn (Les couloirs du temps: Les visiteurs 2)
- 2001: Kinder haften für ihre Eltern (Mercredi, folle journée!)
- 2003: Das Geheimnis des gelben Zimmers (Le mystère de la chambre jaune)
- 2005: Malen oder Lieben (Peindre ou faire l’amour)
- 2005: Bye Bye Blackbird
- 2008: So ist Paris (Paris)
- 2009: Coco Chanel – Der Beginn einer Leidenschaft (Coco avant Chanel)
- 2010: Mr. Nobody
- 2010: Tournée
- 2010: Hors-la-loi
- 2011: Huhn mit Pflaumen (Poulet aux prunes)
- 2011: Mein Stück vom Kuchen (Ma part du gâteau)
- 2012: Superstar
- 2013: Tage am Strand (Adore)
- 2013: Der Schaum der Tage (L’écume des jours)
- 2013: Streng (Une histoire d’amour)
- 2014: Das blaue Zimmer (La chambre bleue)
- 2014: Die Schöne und das Biest (La belle et la bête)
- 2014: Gemma Bovery – Ein Sommer mit Flaubert (Gemma Bovery)
- 2015: A Royal Night – Ein königliches Vergnügen (A Royal Night Out)
- 2015: Das brandneue Testament (Le tout nouveau Testament)
- 2016: Jeder stirbt für sich allein (Alone in Berlin)
- 2016: Die Frau im Mond – Erinnerung an die Liebe (Mal de pierres)
- 2017: Auguste Rodin (Rodin)
- 2017: Django – Ein Leben für die Musik (Django)
- 2019: Das Flirren am Horizont (Le milieu de l’horizon)
- 2020: Lovers – Die Liebenden (Amants)
- 2021: Für immer und ewig (Serre moi fort)
- 2021: Verlorene Illusionen (Illusions perdues)
- 2023: Of Money and Blood (Fernsehmehrteiler)
- 2024: Bolero